# كاميلو أغو كارابيلي
كاميلو أغو كارابيلي (مواليد17 يونيو 1999) هو لاعب تنس محترف أرجنتيني، أعلى تصنيف له في الفردي كان ال152 في مايو 2022.

## روابط خارجية
- كاميلو أغو كارابيلي على موقع رابطة محترفي التنس (الإنجليزية)
- كاميلو أغو كارابيلي على موقع الاتحاد الدولي لكرة المضرب (الإنجليزية)
- كاميلو أغو كارابيلي على موقع خلاصة التنس.كوم (الإنجليزية)
- كاميلو أغو كارابيلي على موقع إي إس بي إن.كوم (الإنجليزية)